# Lygropia obscuralis
Lygropia obscuralis là một loài bướm đêm trong họ Crambidae.